# Swetter
A Swetter magyar együttes, mely muzsikájában a népdalokat ötvözi rockzenei elemekkel. Országos ismeretségre 1988-ban tettek szert, mikor a Ki mit tud? c. tehetségkutató műsor döntőjéig jutottak. Ezután felvették első albumuk anyagát a Magyar Rádióban. A romániai forradalom kitörése után Kolozsváron is felléptek. Előzenekarként léptek fel a Budapest Sportcsarnokban Joan Baez előtt, a Petőfi Csarnokban a Toten Hosen előtt, valamint a Fekete Lyukban a VHK előtt. Koncerteztek a II. Magyar Rock Fesztiválon és a miskolci DVTK-Stadionban, majd Kassán is. Hosszabb szünet után 2007-ben álltak újra össze, 2007. július 18-án Mert az ének nem változott címmel koncertet adtak a diósgyőri várban. Ezt a koncertet a Magyar Televízió 1-es adása is közvetítette, valamint DVD-n is megjelent.

## Tagok
- Bikics Tibor - szintetizátor, zongora
- Heffner Attila - gitár, furulya, sámándob, mandolin, ének
- Kázsmér Kálmán - basszusgitár
- Laki Zoltán - Hammond-orgona
- Pásztor Zsuzsa - ének
- Szebeni János - ének
- Udvardi-Lakatos Márton - dob
- Cseh István - gitár 2010-től

## Lemezeik

### Kislemezek
- Indulj el egy úton / Nem arról hajnallik (SPS 70811)[2]

## Külső hivatkozások
- A Swetter honlapja
- Képernyőn a Swetter
- Adjon Isten minden jót! - A Swetter együttes koncertje